# Gilchrist Aiguilles
Die Gilchrist Aiguilles sind eine Reihe spitzer Berggipfel auf der Insel Heard im südlichen Indischen Ozean. Sie ragen unmittelbar südlich des Mount Olsen auf der Laurens-Halbinsel auf.
Wissenschaftler der Australian National Antarctic Research Expeditions (ANARE) nahmen 1948 Vermessungen vor. Das Antarctic Names Committee of Australia benannte sie nach Alan R. Gilchrist (1921–2008), der bei ANARE-Kampagnen in den Jahren 1948 und 1963 als Arzt auf Heard tätig war.